# General Luna (Surigao del Norte)
General Luna (Bayan ng General Luna) är en kommun i Filippinerna. Kommunen ligger på ön Mindanao, och tillhör provinsen Surigao del Norte. Folkmängden uppgår till 12 347 invånare.

## Barangayer
General Luna delas in i 19 barangayer.
| - Anajawan - Cabitoonan - Catangnan - Consuelo - Corazon - Daku - La Januza - Libertad - Magsaysay - Malinao | - Poblacion I (Purok I) - Poblacion II (Purok II) - Poblacion III (Purok III) - Poblacion IV (Purok IV) - Poblacion V (Purok V) - Santa Cruz - Santa Fe - Suyangan - Tawin-tawin |